# Cameron Coxe
Cameron Terry Coxe (Merthyr Tydfil, Gales, Reino Unido; 18 de diciembre de 1998) es un futbolista galés. Juega de defensa y su equipo actual es el Boreham Wood de la National League de Inglaterra, a préstamo desde el Solihull Moors.

## Trayectoria
Coxe entró a la academia de jóvenes del Cardiff City a la edad de siete años. En febrero de 2017 firmó su primer contrato profesional con el club. Debutó profesionalmente en la derrota por 2-1 ante Burton Albion por la segunda ronda de la Copa de la Liga el 22 de agosto de 2017.
En agosto de 2020, Coxe fichó por el Solihull Moors de la National League.
Fue enviado a préstamo al Colchester United el 2 de julio de 2021 hasta enero de 2022.

## Selección nacional
Coxe ha representado a Gales en las categorías sub-19 y sub-20.
Coxe debutó por la sub-21 el 1 de septiembre de 2017 en la victoria contra Suiza.

## Estadísticas
Actualizado al 21 de agosto de 2018.
| Club               | Div.          | Temporada     | Liga  | Liga  | FA Cup | FA Cup | League Cup | League Cup | Otras | Otras | Total | Total |
| Club               | Div.          | Temporada     | Part. | Goles | Part.  | Goles  | Part.      | Goles      | Part. | Goles | Part. | Goles |
| ------------------ | ------------- | ------------- | ----- | ----- | ------ | ------ | ---------- | ---------- | ----- | ----- | ----- | ----- |
| Cardiff City Gales |               |               |       |       |        |        |            |            |       |       |       |       |
| 2.ª                | 2017-18       | 0             | 0     | 0     | 0      | 1      | 0          | 0          | 0     | 1     | 0     |       |
| Total club         | Total club    | 0             | 0     | 0     | 0      | 1      | 0          | 0          | 0     | 1     | 0     |       |
| Total carrera      | Total carrera | Total carrera | 0     | 0     | 0      | 0      | 1          | 0          | 0     | 0     | 1     | 0     |